# 萨拉·赫尔特
萨拉·伊伦·林巴克·赫尔特（挪威語：Sara Iren Lindbak Hørte；2000年11月24日—），挪威女子足球运动员，目前效力于瓦勒伦加足球俱乐部和挪威国家女子足球队。她曾代表挪威参加2023年国际足联女子世界杯。